# Patrick Muriuki
Patrick Muriuki (* 1989) ist ein kenianischer Marathonläufer.
2009 wurde er Zweiter beim Kassel-Marathon und Fünfter beim Baden-Marathon. 2010 stellte er mit seiner persönlichen Bestzeit von 2:10:25 h beim Münster-Marathon einen Streckenrekord auf.